# Домашній (телеканал)
Телеканал «Домашній» — російський телеканал, орієнтований на сімейний перегляд. Належить холдингу «СТС Медіа». В ефірі телеканалу виходять різні тематичні програми про медицині, кулінарії, сім'ї, ремонті, подорожах і тварин.

## Історія
Телеканал почав своє мовлення [коли?] Спочатку на 1999 году.   також території країни, приблизно для 45 мільйонів росіян. «Домашній» за один рік в ефірному просторі продемонстрував стрімку динаміку зростання. В даний момент мережа «Домашнього» включає в себе 294 регіональних партнера в 487 містах і населених пунктах Росії. Потенційна аудиторія 64 млн чоловік.

### Москва
Спочатку на цій частоті був 31 канал, згодом перейменований в телеканал «M1».

### Санкт-Петербург
До початку його мовлення в 6 березня 2005 року на 36 дециметровому каналі транслювали спільні канали «Невський» та «ДТВ». Після початку мовлення цього каналу Невський канал почав показувати «Домашній», а «ДТВ» перейшов на кабельне мовлення.

### Єкатеринбург
«Домашній» вийшов в ефір Єкатеринбурга на 41 дециметровому частоті телекомпанії «Студія-41», яка, зберігши виробництво власних програм, змінила назву на «41-Домашній».

### Челябінськ
До 14 травня 2007 року Східний Експрес на 52ТВК встиг змінити чимало мережевих мовників (див. статтю, вказану вище), в тому ж році на тому ж каналі, але на 23ТВК, вже розпочався цілодобовий місцевий ефір, а ефір DW-TV був зупинений. Починаючи з 14 травня 2007 на частоті 52 телеканалу почав віщати телеканал Домашній з місцевими Челябінським передачами від телеканалу Східний Експрес. Однак, Домашній транслювався не цілком, так як до 17 травня того ж 2007 по нічних ефірах Муз-ТВ. З 18 травня 2007 на 52ТВК повноцінно (крім описаних в картці Домашнього місцевих включень, в які місцевий мовник повністю вписується) Домашній заповідав. З 01 вересня 2010 року мовлення телепрограм ВЕ (телеканал) було призупинено, тепер йде Московська трансляція телеканалу Домашній з білим написом під лого «Челябінськ».

## Логотип

1-й логотип з 6 березня 2005 по 29 лютого 2008 та 2009
2-й логотип з 1 березня 2008 по 19 березня 2010.
3-й логотип з 20 березня 2010 по 13 грудня 2013.
5-й логотип з 15 жовтня 2014.

Телеканал змінив 5 логотипу.
- З 6 березня 2005 по 29 лютого 2008 логотип був рожевий овал, на ній було написано слово «Домашній» і логотип був опуклим і напівпрозорим. Перебував у лівому верхньому куті.
- З 1 березня 2008 по 19 березня 2010 логотип був овал, розфарбований в три кольори: червоний, жовтий, сірий, під ним був підпис «Домашній» в рукописному шрифт. Перебував там же.
- З 20 березня по 5 серпня 2010 року використовувався той же логотип, але він був незначно модернізований: ставши більш дзеркальним. Перебував там же.
- З 1 липня 2010 року по даний час логотип не прибирається з екрану при показі реклами, анонсів та заставок.
- З 6 серпня 2010 по даний час ефірний логотип модернізований. Він зменшено в 1,5 рази і опустився вниз, з нього прибрала напис «Домашній» і логотип став напівпрозорим. Знаходиться там же.

### Виробництво
- 2008 — теперішній час — студія «SHANDESIGN»[4]

## Програми

### Транслюються на даний момент
- «Одна за всіх»
- «Дитячий день з Тетяною Лазаревої»;
- «Справа смаку з Тетяною Вєдєнєєвою»
- «Життя прекрасне»
- «Незвичайні долі»
- «Скажи, що не так?»
- «Жіноча форма»
- «Запитайте кухарі»
- «Така красива любов»
- «Зіркове життя»
- «Міське подорож»
- «Солодкі історії»
- «Справи сімейні з Оленою Дмитрієвої»
- «Справа Астахова»
- «Декоративні пристрасті»
- «Живі історії»
- «Джеймі у себе вдома»
- «Мати і дочка»
- «По справах неповнолітніх»

### Колишні в трансляції
- «Стара афіша»
- «Династія»
- «Тетянин день з Тетяною Вєдєнєєвою»
- «День краси з Яною Лапутин»
- «День здоров'я з Катериною Одінцової»
- «Незіркові дитинство з Євгеном Лісовим»
- «Зіркові долі»
- «Домашня бібліотека з Олександром Шаталовим»
- «Бібліотека Огонька»
- «Модна щеплення»
- «CAReніна»
- «Колекція ідей»
- «Кулінарний технікум»
- «Світ у твоїй тарілці»
- «Ліга пацієнтів»
- «Польові роботи»
- «Будинок з мезоніном»
- «Закордонні штучки»
- «Поговори з нею» з Оленою Дробишевої
- «У світі тварин»
- «Їжа з Олексієм Зиміним»
- «Судові пристрасті з Миколою Бурделовим»
- «Солодкі історії»
- «В колі світла»
- «Неймовірні історії кохання»
- «Росіяни дружини»

## Провідні
- Тетяна Вєдєнєєва
- Павло Любимцєв
- Микола Дроздов
- Яна Лопутіна
- Олена Дмитрієва
- Анастасія Мискіна
- Влад Лісовець
- Павло Астахов
- Ігор Черський
- Ірина Петровська
- Сергій Новіков
- Марія Берсенєва

## Серіали
Телеканал спеціалізується на показі як і прем'єрних російських серіалах, так і на зарубіжних, американських.